# Esquadrão N.º 24 da RAAF
O Esquadrão N.º 24 é um esquadrão da Real Força Aérea Australiana (RAAF). O esquadrão foi formado em 1940 e prestou serviço como unidade de bombardeamento durante a Segunda Guerra Mundial, combatendo no teatro do Pacífico contra os japoneses, além de realizar missões de bombardeamento durante a Batalha de Rabaul e nas campanhas da Nova Guiné, Nova Bretanha e Bornéu. Dissolvido em 1946, voltou a ser formado em 1951. De 1960 até 2010 o esquadrão foi uma unidade de reserva, localizada em Adelaide, Austrália Meridional; a partir de 2010, tornou-se numa unidade da Força Aérea Permanente e actualmente faz parte da Asa N.º 96.